# Tone Rožič
Tone Rožič, slovenski nogometaš, 31. januar 1952, Ljubljana, † 21. december 2011, Ljubljana.
Rožič je vso svojo mladinsko in člansko karieri igral za Olimpijo, za katero je v sedemdesetih in osemdesetih letih dosegel 64 golov na 360-ih prvenstvenih tekmah v prvi jugoslovanski ligi ter 144 golov na 571-ih tekmah v vseh tekmovanjih. V obeh statistikah je drugi najuspešnejši nogometaš Olimpije v zgodovini kluba, za Vilijem Amerškom. Za Olimpijo je leta 1970 zaigral v finalu jugoslovanskega pokala, ki ga je osvojila Crvena zvezda. V sezonah 1976/77, 1977/78 in 1980/81 je bil najboljši strelec Olimpije v prvi jugoslovanski ligi. Bil je tudi član mladinske in mlade jugoslovanske reprezentance.